# Salzkammergut

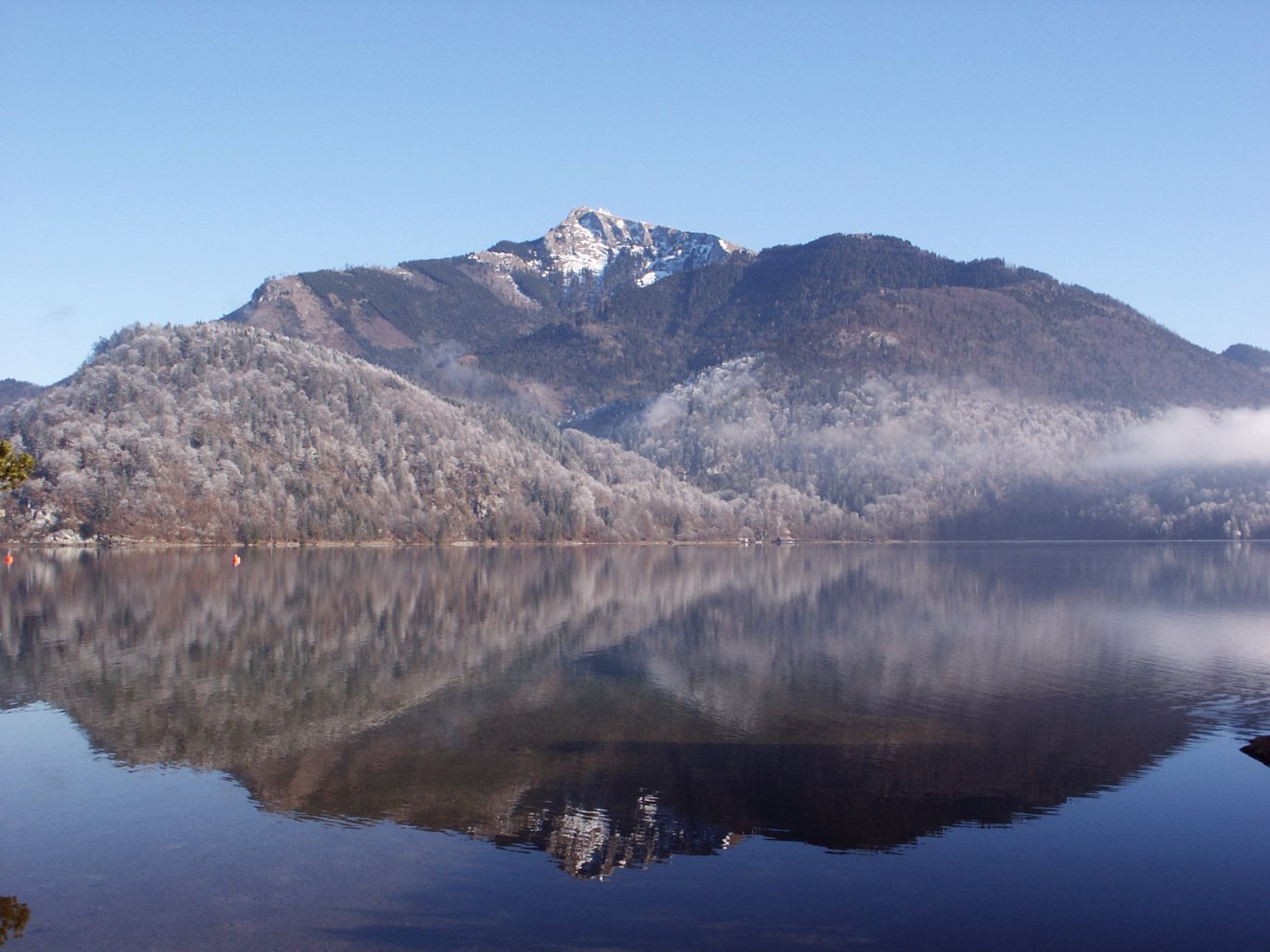
Berget Schafberg och sjön Wolfgangsee.

Salzkammergut är ett kulturlandskap öster om staden Salzburg i Österrike. Området sträcker sig från Oberösterreich genom delstaten Salzburg, och Steiermark. Salzkammergut var ursprungligen känt för sina saltgruvor.
Namnet betyder "innehav av saltkammaren" och tillhörde ursprungligen kejsardömets saltkammare, myndigheten som drev saltgruvorna i Habsburgska väldet.
Salzkammergut är också bekant genom ett antal sjöar: Attersee, Mondsee, Traunsee, Hallstätter See och Wolfgangsee samt berg såsom det 3000 meter höga glaciärtäckta Dachstein (en del av sommarresidenset Dachstein), Hallstatt, Sankt Wolfgang, Gmunden, Bad Aussee och Altaussee.
År 1997 sattes kulturlandskapet Salzkammergut upp på Unescos världsarvslista.